# Ballycastle
Ballycastle (em irlandês: Baile an Chaistil) é uma pequena cidade costeira no Condado de Antrim, Irlanda do Norte. Fica no extremo nordeste da costa da Irlanda, na Costa de Antrim e na Área de Destacada Beleza Natural.
Ballycastle fica aproximadamente no ponto médio da Causeway Coastal Route e é uma porta de entrada para os Glens of Antrim e para a Costa Norte. Com uma série de atrações na porta da cidade, como a Calçada dos Gigantes, a Ponte de Corda Carrick-a-Rede e as Dark Hedges, é um destino popular e ponto de parada para turistas. A cidade também se beneficia de uma ampla baía e praia no lado leste, com vistas para Fair Head e a montanha Knocklayde dominando a paisagem.
A cidade foi reconhecida em diversas ocasiões pelo The Sunday Times em sua lista de "Melhores lugares para se viver" e já foi premiada vencedora regional geral da Irlanda do Norte.
O porto abriga a balsa para a Ilha Rathlin e um serviço menor de passageiros e fretamento para Campbeltown e Port Ellen, na Escócia, com a Ilha Rathlin e a península de Kintyre, na Escócia, podendo ser vistas da costa. A Feira Ould Lammas é realizada todos os anos em Ballycastle na última segunda e terça-feira de agosto. Ballycastle é o lar da Comunidade Corrymeela.
Ballycastle tinha uma população de 5.628 no censo de 2021.

## Demografia
| National Identity of Ballycastle residents (2021) | National Identity of Ballycastle residents (2021) | National Identity of Ballycastle residents (2021) | National Identity of Ballycastle residents (2021) | National Identity of Ballycastle residents (2021) |
| ------------------------------------------------- | ------------------------------------------------- | ------------------------------------------------- | ------------------------------------------------- | ------------------------------------------------- |
| Nacionalidade                                     |                                                   |                                                   | Percentagem                                       |                                                   |
| Irlandeses                                        | Irlandeses                                        |                                                   | 51,2%                                             | 51,2%                                             |
| Irlandeses do Norte                               | Irlandeses do Norte                               |                                                   | 30,1%                                             | 30,1%                                             |
| Britânicos                                        | Britânicos                                        |                                                   | 23,9%                                             | 23,9%                                             |

## Locais de interesse

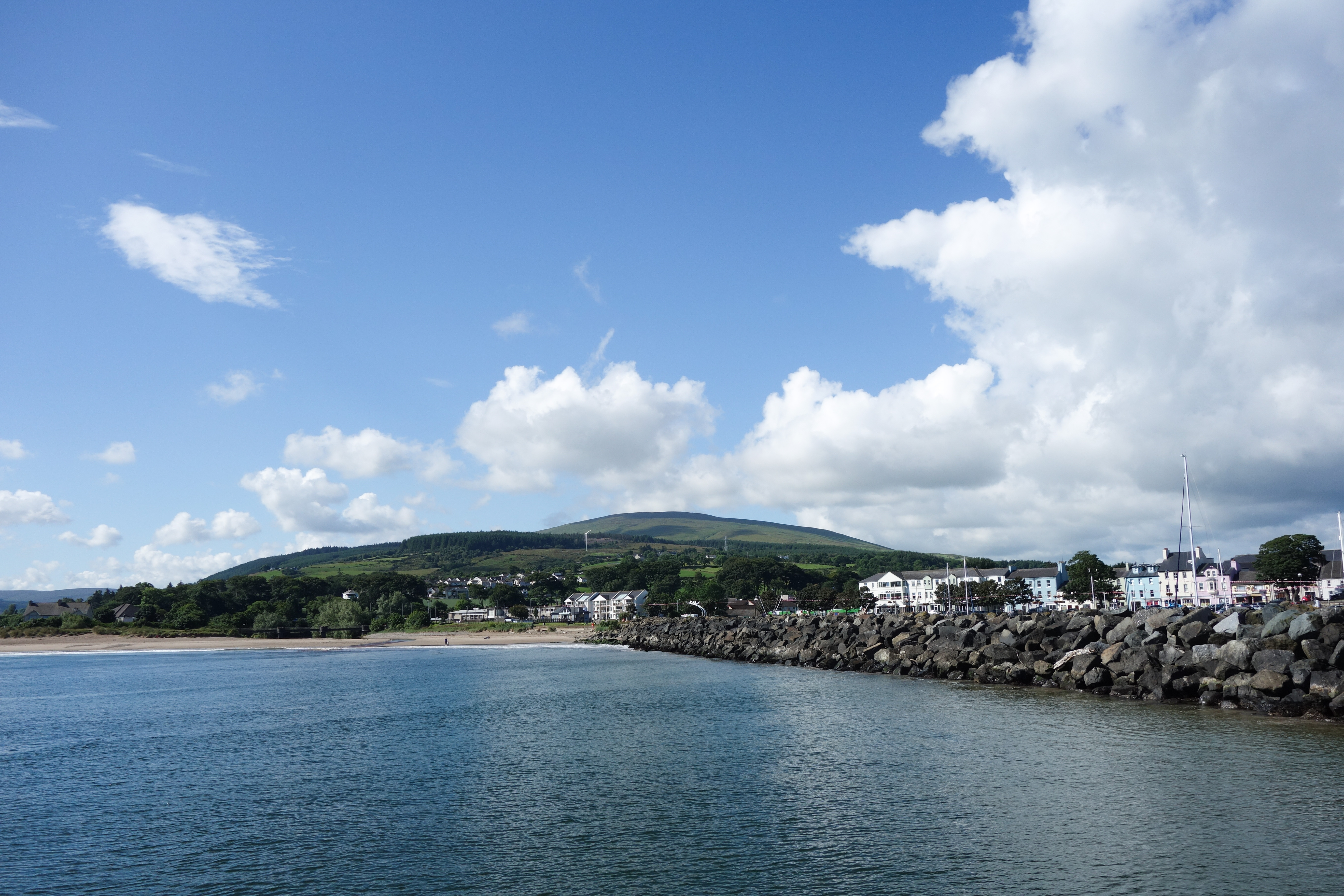
Vista do barco Rathlin

A Feira de Ould Lammas, historicamente uma venda de cordeiros, agora se tornou um encontro de rua com barracas de mercado, apresentações de rua e artistas, atraindo mais de sessenta mil pessoas a cada ano.